# Faculté d'agriculture de l'université de Belgrade
La faculté d'agriculture de l'université de Belgrade (en serbe cyrillique : Пољопривредни факултет Универзитета у Београду ; en serbe latin : Poljoprivredni fakultet Univerziteta u Beogradu) est située à Belgrade, la capitale de la Serbie, dans la municipalité urbaine de Zemun. Elle a été créée en 1919 et constituait alors l'une des six facultés de l'université de Belgrade.
Depuis 1932, la faculté est installée dans ses locaux du 6 rue Nemanjina, dans le Gradski park de Zemun. Le bâtiment dans lequel elle est installée est inscrit au patrimoine culturel de Serbie.

## Architecture

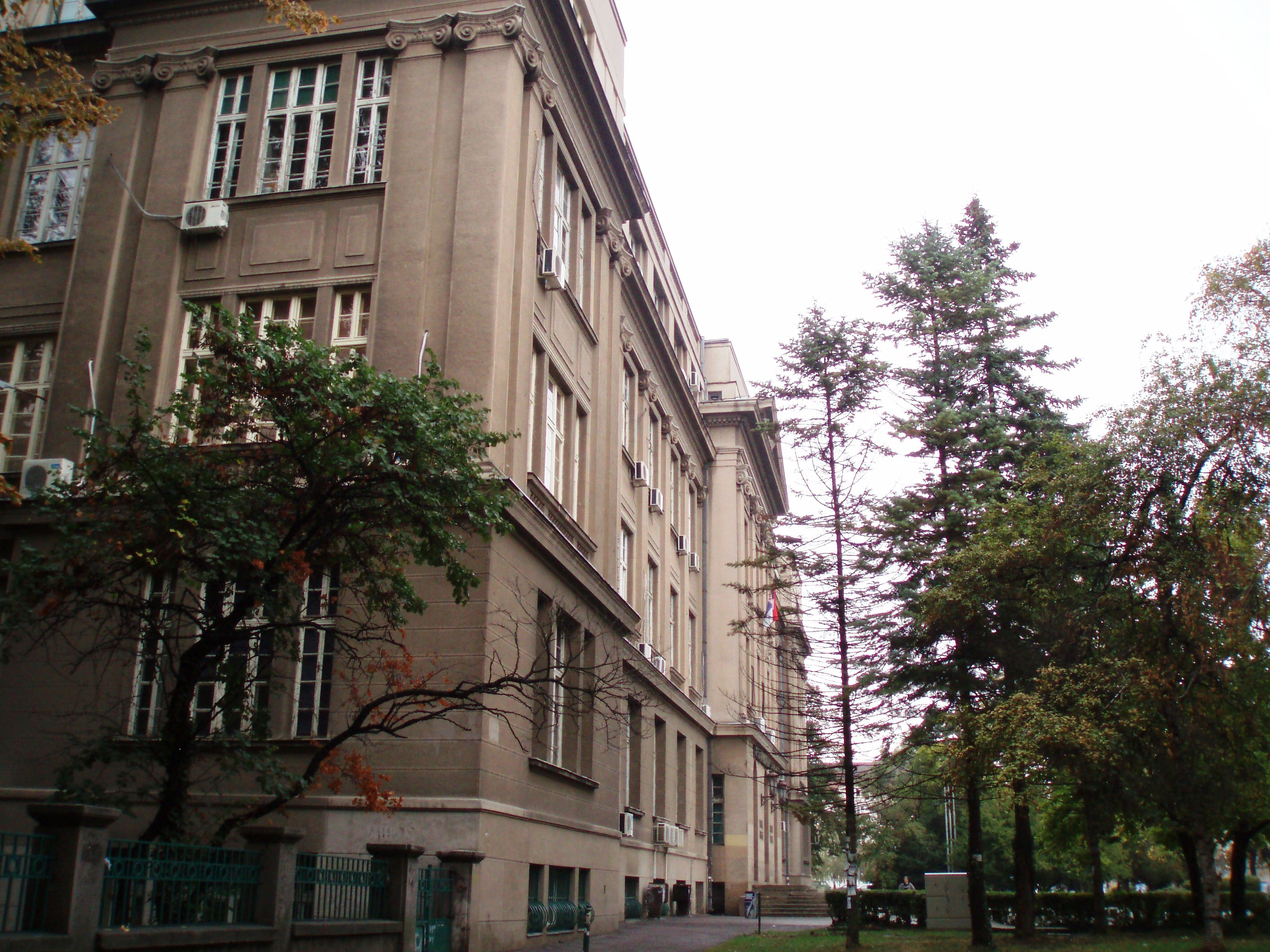
Autre vue de la faculté

Le bâtiment du 6 rue Nemanjina est inscrit sur la liste des monuments culturels protégés de la république de Serbie (identifiant no SK 2138) et sur la liste des biens culturels de la ville de Belgrade.
Il a été construit en 1932 sur des plans de l'architecte Gojko Tadić, sur le territoire de l'ancienne « Quarantaine », une institution destinée à accueillir et à maintenir en quarantaine les voyageurs qui, ayant traversé la Save, se rendaient sur les terres impériales autrichiennes. Ce domaine est aujourd'hui devenu le Gradski park (le « parc municipal ») qui abrite notamment la chapelle orthodoxe Saint-Michel et Saint-Gabriel et la chapelle catholique Saint-Roch.
Conçu dans un style historiciste, le bâtiment dispose d'un sous-sol, d'un rez-de-chaussée et de trois étages. Le troisième étage a été ajouté en 1947-1948. Dans les années 1970, une aile plus « contemporaine » a été ajoutée à l'ensemble.

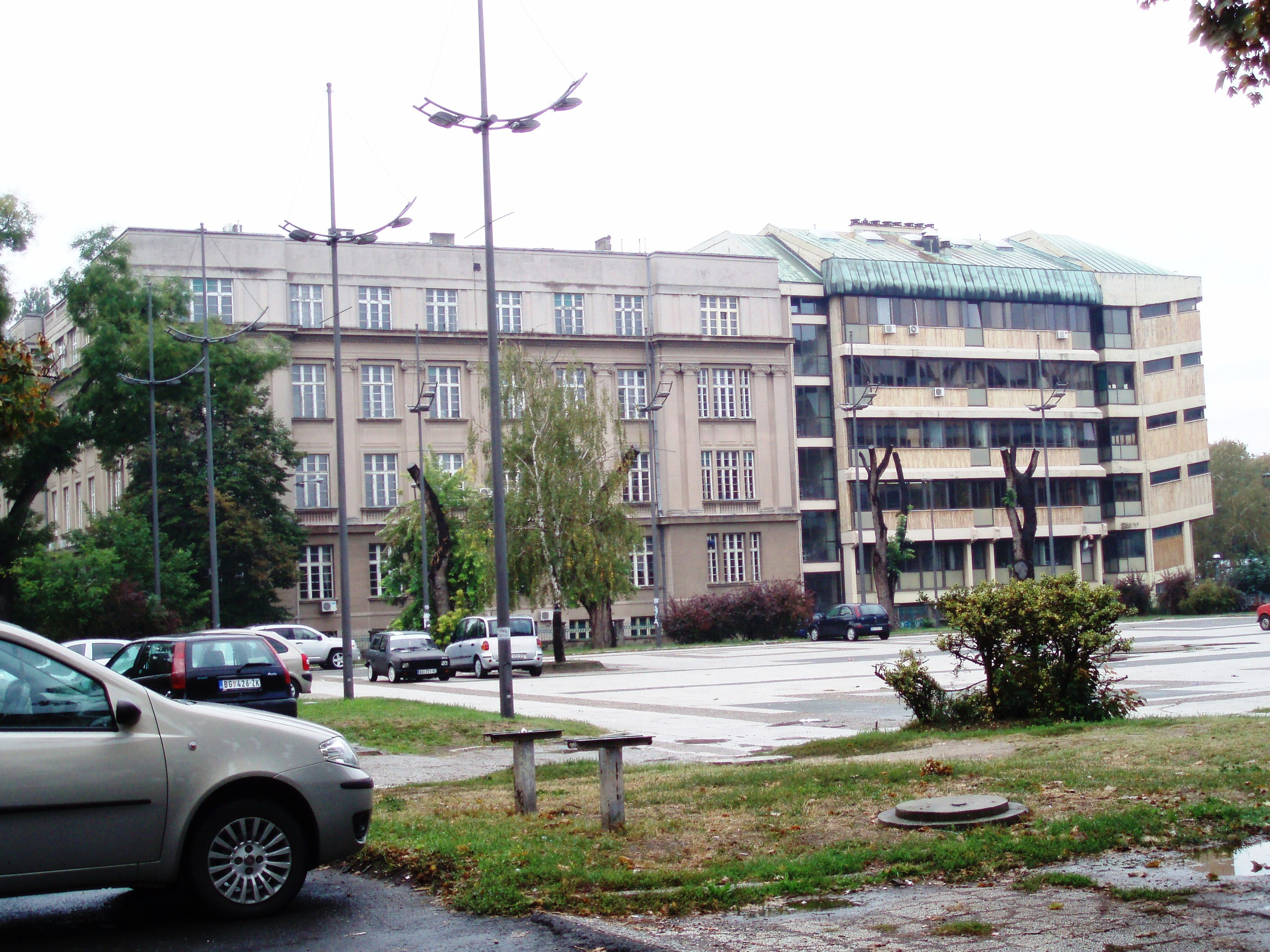
La faculté vue depuis le Gradski park

## Départements
La faculté comprend les 9 départements suivants :
- Grandes cultures et légumes
- Arboriculture fruitière et viticulture
- Horticulture
- Zootechnie
- Bonification des terres
- Phyto-médecine
- Ingénierie agricole
- Technologie alimentaire
- Économie agricole

À ces départements sont associés des chaires d'enseignement et des instituts de recherche.

## Laboratoires
La faculté dispose de deux laboratoires, le laboratoire de miscroscopie électronique et le laboratoire de physique des terres.